# Йорам (цар Юдеї)
Йорам (Єгорам) — п'ятий цар Юдейського царства, син та наступник царя Йосафата. В. Олбрайт датує період його правління 849—842 р. до н. е., а Е. Тілє відносить час його царювання до 848—841 р. до н. е.
Йорам був найстаршим сином Йосафата. Цар Йосафат зробив його наступником та співправителем останні п'ять років свого правління 2 Цар. 8:16. Після смерті Йосафата Йорам, очевидно, у боротьбі за владу вбиває мечем своїх молодших братів Азарію, Єхіїла, Захарію, Азарію, Михаїла і Шефатію (2 Хр. 21:4). Йорам підтримує тісні стосунки з Ізраїльським царством та поріднився з ізраїльським царем Йорамом через одруження із Аталією 2 Цар. 8:26 дочкою Омрі чи (та) з дочкою Ахава 2 Цар. 8:18.
На початку правління Йорама від Юдеї відокремився підвладна йому раніше Ідумея, в результаті чого Юдея втратила контроль над торговими шляхами до Аравії. Слідом за цим, згідно з (2 Хр. 21:16-17) Юдея піддалася спустошливому набігу філістимлян і кочівників Аравійського півострова. Тоді загинули всі сини Йорама, крім Ахазії. Також і відокремилося місто Лівна. Йорам отримує лист від пророка Іллі у якому говориться про біди які чекають на нього та його царство за те, що він:
Всі ці біди і отримав Йорам і помер після того як його нутрощі вилазили назовні два дні (2 Хр. 21:19). Наступником його став Ахазія.